# Joachim von Sandrart

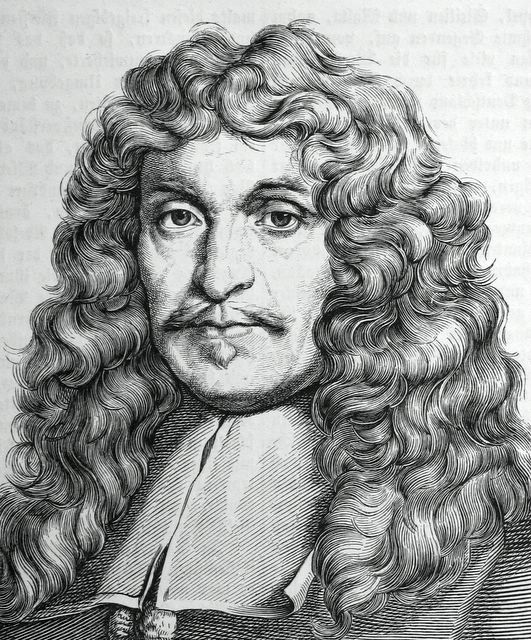
Joachim von Sandrart. Gravyr av Hugo Bürkner efter en målning av Emil Eugen Sachse.

Joachim von Sandrart, född 12 maj 1606 i Frankfurt am Main, död 14 oktober 1688 i Nürnberg, var en tysk tecknare, målare och konsthistoriker. Han var farbror till Jacob von Sandrart.
von Sandrart tillbringade flera år i Italien och sammanfattande sitt stora kunnande om tysk och italiensk konst i sin bok Teutsche Akademie 1675–1679. Sandrart är representerad vid bland annat Göteborgs konstmuseum och Skoklosters slott.